# Pascal Fournier
Pour les articles homonymes, voir Fournier.
Pascal Fournier est un footballeur professionnel, né le 13 octobre 1958 à Châtellerault.
Il mesure 1,76 m et pèse 76 kg. Il évoluait au poste d'attaquant.

## Clubs
- 1975-1976 :  Lille OSC (D1) : 1 match, 1 but[1]
- 1976-1977 :  Lille OSC (D1) : 13 matchs, 1 but
- 1977-1978 :  Lille OSC (D2) : 5 matchs, 2 buts
- 1978-1981 : poitiers  (D3)
- 1981-1986 :  poitiers (D3)